# Liste der Bodendenkmale in Niesky
In der Liste der Bodendenkmale in Niesky sind die Bodendenkmale der Stadt Niesky und ihrer Ortsteile nach dem Stand der Auflistung von Harald Quietzsch und Heinz Jacob aus dem Jahr 1982 aufgelistet. Eventuelle Änderungen und Ergänzungen, insbesondere aus der Zeit nach der Wende, sind nicht berücksichtigt, da für Sachsen aktuell keine neueren allgemein zugänglichen Bodendenkmallisten vorliegen. Die Baudenkmale sind in der Liste der Kulturdenkmale in Niesky aufgeführt.
| Denkmal-ID | Fundart             | Ortsteil | Bezeichnung                               | Zeitstellung                  | Lage                                                                                      | Bemerkungen | Bild |
| ---------- | ------------------- | -------- | ----------------------------------------- | ----------------------------- | ----------------------------------------------------------------------------------------- | --- | ---- |
| ?          | besonderer Stein    | Niesky   | Kreuzstein „Toter Mann“                   | Neuzeit                       | nördlich des Orts, westlich an der Straße nach Stannewisch, auf der Flurgrenze mit Trebus | Jahreszahl 1722 und Johanniterkreuz auf Nordseite, Axt und Inschrift auf Südseite, Schutz seit 27. Juli 1970             |      |
| ?          | Grabmal > Grabhügel | See      | Gruppe von 4 Hügelgräbern („Steinkreise“) | Bronzezeit                    | nordnordöstlich des Orts, Forstrevier See Abteilung 580                                   | Hügelschüttungen verweht, nur kreisförmige Steinsetzungen erhalten, Schutz seit 6. Dezember 1951, erneuert 13. Juli 1956 |      |
| ?          | besonderer Stein    | See      | Grab-Kreuzstein                           | Mittelalter (13. Jahrhundert) | im Ort, auf dem Kirchhof beim Kriegerdenkmal                                              | Kreuz auf Gabelfuß eingehauen, Schutz seit 15. Dezember 1976                                                             |      |